# Hier zijn de Van Rossems
Hier zijn de Van Rossems is een televisieserie die van 6 februari 2015 tot 28 mei 2022 werd uitgezonden op NPO 2. Het programma werd geproduceerd door Skyhigh TV. Seizoen 1 en 2 werden geregisseerd door Remco Groen, daarna nam regisseur Olaf van Paassen het over, onder eindredactie van de NTR.

## Programma
In dit programma exploreert Maarten van Rossem samen met zijn broer Vincent en zus Sis elke week een andere stad aan de hand van hun verschillende expertises; zo is Maarten contemporain historicus, Vincent stedenbouwkundig historicus en Sis kunsthistorica. Het achtergrondcommentaar wordt ingesproken door Philip Freriks, de presentator van de quiz De slimste mens, waarin Maarten de rol van jury vervulde. In seizoen acht werden onder andere Deventer en Gorinchem bezocht. Op 4 mei 2022, terwijl het achtste seizoen op televisie liep, overleed Sis van Rossem. De aflevering over Zierikzee, kort daarvoor opgenomen en bedoeld voor het negende seizoen, werd aan het achtste seizoen toegevoegd. Geplande opnames in Emmen in de week nadat Sis overleed werden afgelast. Na beraad is door beide broers besloten met het programma door te gaan. Het nieuwe programma zal een iets andere opzet hebben en zal De broeders Van Rossem gaan heten.

## Muziek
In het programma is tijdens beeldfragmenten muziek gebruikt van het album Tales From the Past 2 van componist Hans Bakker. De nummers Busy Streets, Clockwork, Innocence, Secret Garden Strings Version en Talk of the Town worden hierbij gebruikt.

## Afleveringen
Van de 49 afleveringen zijn er 11 opgenomen buiten Nederland.

### Seizoen 1
| Nr. | Stad       | Uitzenddatum     | Kijkcijfers |
| --- | ---------- | ---------------- | ----------- |
| 1   | Maastricht | 6 februari 2015  | 1.081.000   |
| 2   | Rotterdam  | 13 februari 2015 | 736.000     |
| 3   | Brugge     | 20 februari 2015 | 828.000     |
| 4   | Naarden    | 27 februari 2015 | 951.000     |
| 5   | Dordrecht  | 6 maart 2015     | 654.000     |
| 6   | Essen      | 13 maart 2015    | 627.000     |

### Seizoen 2
| Nr. | Stad      | Uitzenddatum     | Kijkcijfers |
| --- | --------- | ---------------- | ----------- |
| 7   | Den Haag  | 8 januari 2016   | 742.000     |
| 8   | Enkhuizen | 15 januari 2016  | 903.000     |
| 9   | Keulen    | 22 januari 2016  | 855.000     |
| 10  | Haarlem   | 29 januari 2016  | 923.000     |
| 11  | Arnhem    | 5 februari 2016  | 796.000     |
| 12  | Brussel   | 19 februari 2016 | 762.000     |

### Seizoen 3
| Nr. | Stad       | Uitzenddatum      | Kijkcijfers |
| --- | ---------- | ----------------- | ----------- |
| 13  | Delft      | 7 september 2017  | 686.000     |
| 14  | Münster    | 14 september 2017 | 622.000     |
| 15  | Middelburg | 21 september 2017 | 596.000     |
| 16  | Franeker   | 28 september 2017 | 556.000     |
| 17  | Leuven     | 5 oktober 2017    | 623.000     |
| 18  | Enschede   | 12 oktober 2017   | 664.000     |

### Seizoen 4
| Nr. | Stad             | Uitzenddatum  | Kijkcijfers |
| --- | ---------------- | ------------- | ----------- |
| 19  | Groningen        | 20 maart 2018 | 814.000     |
| 20  | 's-Hertogenbosch | 27 maart 2018 | 761.000     |
| 21  | Gent             | 3 april 2018  | 746.000     |
| 22  | Amersfoort       | 10 april 2018 | 758.000     |
| 23  | Aken             | 17 april 2018 | 734.000     |
| 24  | Eindhoven        | 24 april 2018 | 731.000     |

### Seizoen 5
| Nr. | Stad             | Uitzenddatum     | Kijkcijfers |
| --- | ---------------- | ---------------- | ----------- |
| 25  | Almere           | 22 januari 2019  | 888.000     |
| 26  | Zwolle en Hattem | 29 januari 2019  | 950.000     |
| 27  | Düsseldorf       | 5 februari 2019  | 924.000     |
| 28  | Breda            | 12 februari 2019 | 1.054.000   |
| 29  | Alkmaar          | 19 februari 2019 | 916.000     |
| 30  | Luik             | 26 februari 2019 | 935.000     |

### Seizoen 6
| Nr. | Stad           | Uitzenddatum     | Kijkcijfers |
| --- | -------------- | ---------------- | ----------- |
| 31  | Zutphen        | 4 februari 2020  | 908.000     |
| 32  | Gouda          | 11 februari 2020 | 790.000     |
| 33  | Bergen op Zoom | 18 februari 2020 | 839.000     |
| 34  | Antwerpen      | 25 februari 2020 | 884.000     |
| 35  | Leiden         | 3 maart 2020     | 997.000     |
| 36  | Leeuwarden     | 10 maart 2020    | 945.000     |

### Seizoen 7
| Nr. | Stad                | Uitzenddatum | Kijkcijfers |
| --- | ------------------- | ------------ | ----------- |
| 37  | Assen en Veenhuizen | 8 mei 2021   | 889.000     |
| 38  | Nijmegen            | 15 mei 2021  | 856.000     |
| 39  | Kampen              | 22 mei 2021  | 519.000     |
| 40  | Apeldoorn           | 1 juni 2021  | 785.000     |
| 41  | Schiedam            | 5 juni 2021  | 764.000     |
| 42  | Utrecht             | 12 juni 2021 | 723.000     |

### Seizoen 8
| Nr. | Stad      | Uitzenddatum  | Kijkcijfers |
| --- | --------- | ------------- | ----------- |
| 43  | Gorinchem | 16 april 2022 | 700.000     |
| 44  | Zaandam   | 23 april 2022 | 678.000     |
| 45  | Heerlen   | 30 april 2022 | 752.000     |
| 46  | Amsterdam | 7 mei 2022    | 829.000     |
| 47  | Deventer  | 14 mei 2022   | 731.000     |
| 48  | Lelystad  | 21 mei 2022   | 684.000     |
| 49  | Zierikzee | 28 mei 2022   | 785.000     |